# Stipe Borovac
Stipe Borovac, hrvatski reprezentativni rukometaš
Igrač RK Metković.
S mladom reprezentacijom 2007. osvojio je srebro. Hrvatska mlada reprezentacija je za taj uspjeh dobila Nagradu Dražen Petrović.